# Tworzyjanki
Tworzyjanki – wieś w Polsce położona w województwie łódzkim, w powiecie brzezińskim, w gminie Brzeziny.
W latach 1975–1998 miejscowość administracyjnie należała do województwa skierniewickiego.

## Zabytki
Według rejestru zabytków Narodowego Instytutu Dziedzictwa na listę zabytków wpisane są obiekty:
- park willowy (nr 11), pocz. XX w., nr rej.: 502 z 16.09.1978
- willa nr 12, drewniana, pocz. XX w., nr rej.: 599 A z 28.07.1978